# 卡塞尔犹太会堂
卡塞尔犹太会堂（Kassel Synagogue）是德国黑森州卡塞尔犹太社区的犹太会堂。

## 历史

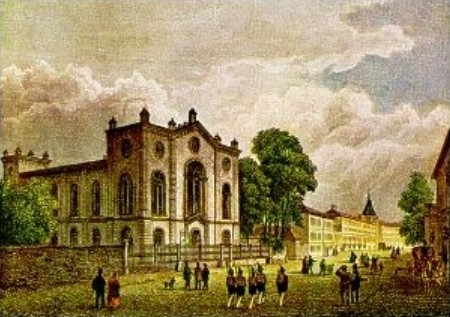

1827年，卡塞尔的老会堂因破旧而关闭。1828年，政府为建造新会堂提供了一个新的地点，在下国王街和不来梅街转角。最终犹太社区接受了阿尔布雷希特罗森加滕的设计方案。新的犹太会堂于1839年8月8日开幕。这是第一个圆拱风格的犹太会堂。
在1938年11月7日的水晶之夜，犹太会堂被纳粹关闭，部分内部装饰和礼仪用具在外面被烧。1938年11月11日，市政府决定拆毁犹太会堂。今天，在原址有一个纪念牌匾，文字如下：
 这是原犹太会堂的位置, 建于 1839年, 1933年5月卡塞尔犹太人社区, 包括2301名成员。许多犹太人已经逃离城市, 1938年11月7日，纳粹分子闯入犹太会堂，破坏了妥拉柜，烧毁祈祷经卷和其他物体。不久之后，市政府决定拆除这座一直完好无损的建筑，把这个地方用作停车场。社区被摧毁了。

## 战后时期

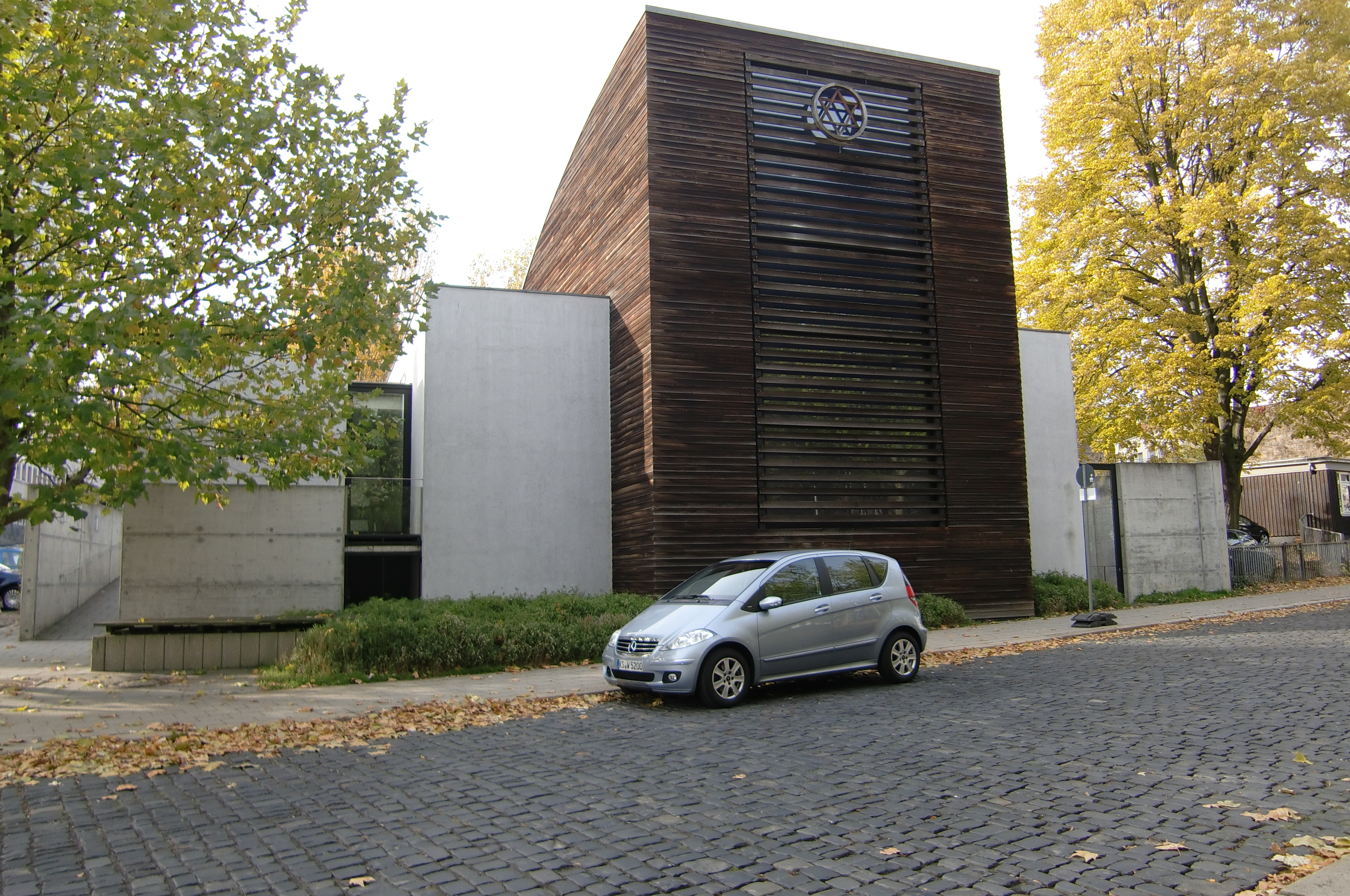

1952-53年，在Heubnerstraße建立了一个新的祈祷厅。到1960年代， 它已变得太小，决定建立一个新的犹太会堂与社区中心。1965年12月12日，建立了供100人使用的新建筑与社区大厅。犹太社区发展以后，它又变得太小，于是在2000年建立了另一个新的犹太会堂，资金来自黑森州政府、卡塞尔市、北黑森行政区、福音教会、天主教富尔达教区，以及私人捐赠。